# دکترای مدیریت کسب‌وکار
دکترای مدیریت کسب وکار یا دی‌بی‌ای (به انگلیسی: Doctorate Of Business Administration - DBA) یک مدرک دکترای تحقیقی است که تمرکز آن بر شیوه‌های کاربردی تجارت و بازرگانی است. سطح دروس در DBA بالاتر از دروس دوره‌های مدیریتی مانند MBA یا کارشناسی ارشد مدیریت بازرگانی است. DBA یک مدرک کاربردی در شاخه‌های مختلف مدیریت است... مانند سایر رشته‌های تحصیلی سطوح عالی، به افرادی که موفق به اخذ مدرک تحصیلی DBA می‌شوند، عنوان علمی دکتر اعطا می‌کنند.
عبارات بعد از  "DBA" مانند "Finance" یا "Tourism" خاص دانشجویانی است که مایلند در دانشگاه تحصیل کنند و تحقیقاتی را انجام دهند که به توسعه و بهبود دانش یا تئوری های مطرح در حوزه کسب و کار کمک کند. DBA یک دکترای حرفه‌ای با تمرکز بر دانش نظری و استفاده از آن در عمل کسب و کار است.
منشاء دکترای مدیریت بازرگانی را می‌توان به اوایل قرن بیستم ردیابی کرد، زمانی که آموزش کسب و کار به عنوان یک رشته متمایز به رسمیت شناخته شد. تقاضای فزاینده برای آموزش پیشرفته کسب و کار، همراه با اهمیت فزاینده تحقیقات در این زمینه، منجر به ایجاد برنامه های دکترا با تمرکز بر مدیریت بازرگانی شد. یکی از اولین نمونه های دکترا در تجارت را می توان در دانشکده مدیریت بازرگانی هاروارد، که اکنون به نام مدرسه بازرگانی هاروارد شناخته می شود معرفی نمود. Harvard Business School مدرک دکترای علوم تجاری (DCS) را در سال 1920 و پس از آن DBA معرفی کرد. هدف برنامه DCS ایجاد دانشمندانی بود که می توانستند از طریق تحقیقات اصلی به تئوری و عمل در کسب و کارها کمک کنند.
دانش پژوهان DBA ملزم به ارائه یک پروژه مهم هستند که معمولاً به عنوان پایان نامه، پروژه اصلی یا تز نامیده می شود. این پروژه شامل مجموعه گسترده ای از تحقیقات آکادمیک اصلی است که پتانسیل انتشار در یک مجله معتبر را دارد. داوطلبان باید از کار خود در برابر یک هیئت ممتحن خبره که به عنوان کمیته پایان نامه یا کمیته دکترا شناخته می شود، دفاع کنند.علاوه بر این، اکثر برنامه های DBA دارای الزامات درسی هستند.
دوره DBA (Doctor of Business Administration) یا دکترای مدیریت کسب و کار، یک دوره تحصیلی پیشرفته است که برای مدیران اجرایی، مدیران ارشد، و افراد حرفه‌ای طراحی شده که می‌خواهند مهارت‌ها و دانش خود را در زمینه مدیریت و راهبرد کسب و کار ارتقاء دهند. این دوره‌ها معمولاً توسط دانشگاه‌ها و موسسات آموزشی معتبر ارائه می‌شوند و به گونه‌ای طراحی شده‌اند که ترکیبی از تئوری‌های مدیریت و کاربردهای عملی را پوشش دهند.

### اهداف و مزایای دوره DBA:
1. توسعه مهارت‌های رهبری و مدیریتی: تمرکز بر تقویت توانایی‌های رهبری، تصمیم‌گیری استراتژیک، و مدیریت تغییرات سازمانی.
2. افزایش دانش تخصصی: ارتقاء دانش در زمینه‌های مختلف مدیریت کسب و کار مانند بازاریابی، مالی، منابع انسانی، و مدیریت عملیات.
3. تحقیقات کاربردی: انجام تحقیقات پیشرفته که به بهبود عملکرد سازمان‌ها کمک می‌کند و می‌تواند به عنوان مبنای تصمیم‌گیری‌های استراتژیک استفاده شود.
4. شبکه‌سازی حرفه‌ای: فرصت برای تعامل با سایر مدیران و متخصصان حوزه‌های مختلف که می‌تواند به توسعه شبکه‌های حرفه‌ای و کسب تجربه‌های جدید کمک کند.

### ساختار دوره DBA:
دوره DBA معمولاً شامل دو بخش اصلی است:
1. دروس تئوری: که شامل کلاس‌های آموزشی و سمینارهای مختلف در زمینه‌های مختلف مدیریت کسب و کار است.
2. پایان‌نامه یا پروژه نهایی: که در آن دانشجویان باید یک پروژه تحقیقاتی مستقل انجام دهند که به یک مشکل واقعی در کسب و کار پرداخته و راه‌حل‌های نوآورانه‌ای ارائه دهند.

### پیش‌نیازهای ورود به دوره DBA:
- داشتن مدرک کارشناسی ارشد در یک زمینه مرتبط (مانند MBA یا رشته‌های مدیریتی دیگر).
- سابقه کار حرفه‌ای و مدیریتی که معمولاً حداقل 5 سال تجربه اجرایی نیاز دارد.
- برخی موسسات ممکن است نیاز به آزمون‌های ورودی یا مصاحبه نیز داشته باشند.

### تفاوت DBA و PhD در مدیریت:
- DBA: بیشتر بر کاربردهای عملی و بهبود عملکرد سازمانی تمرکز دارد و مناسب افرادی است که به دنبال ارتقاء مهارت‌های مدیریتی و حرفه‌ای هستند.
- PhD: بیشتر بر تحقیقات تئوریک و آکادمیک تمرکز دارد و مناسب افرادی است که به دنبال فعالیت در حوزه‌های پژوهشی یا تدریس در دانشگاه‌ها هستند.

## DBA و PhD
دوره‌های PhD در مدیریت و DBA مخاطبان متفاوتی دارند. به‌طور معمول افرادی دورهٔ PhD را انتخاب می‌کنند، که به دنبال ارتقاء فردی در علوم اجتماعی بوده و اغلب قصد فعالیت به عنوان یک استاد تمام وقت در یک دانشگاه یا مدرسه کسب و کار را دارند و هدف آنها تحقیقات دانشگاهی است. این افراد اغلب مستقیماً از دانشگاه وارد دوره PhD مدیریت می‌شوند. از این رو آنها بیشتر در دهه سنی ۲۰ بوده و تجربه کاری زیادی ندارند.
در مقابل، افرادی در دورهٔ DBA شرکت می‌کنند؛ که چند سالی است که در کسب کار خود موفق بوده‌اند و به دنبال یک چالش فکری جدید هستند. این افراد اغلب دارای مدرک MBA هستند و برای اینکه خود را از دیگران متمایز کنند به دنبال درجه دکتری هستند. به همین صورت این افراد به تحقیق در مدیریت علاقه‌مند بوده و ممکن است در ذهن خود یک سؤال پژوهشی عملی نیز داشته باشند، به عنوان مثال یک مشکل در محیط کاری خود که می‌توانند آن را در پایان‌نامه خود بررسی نموده و در عین حال منافعی نیز برای شرکت‌های خود ایجاد نمایند.
از این رو این افراد از دانشجویان PhD مسن تر بوده و معمولاً در دهه ۳۰ و حتی دهه ۴۰ سنی هستند. این افراد معمولاً دارای سالها سابقه کار، جایگاه شغلی خوب، دستمزد مناسب و معقول و مملو از جاه‌طلبی و انگیزه هستند.
هدف دوره دکترای تخصصی رشته‌های مهندسی و علوم پایه PhD، تولید دانش جدید بر پایه تحقیق و پژوهش‌های آزمایشگاهی یا کتابخانه‌ای است، در حالیکه در دوره DBA، دانش‌پذیر اصول تحقیق و پژوهش در عارضه‌های سازمان را با رویکرد اجرایی آموخته تا علاوه بر توسعه دانش مدیریتی، مهارت‌های اجرای این دانش را در راستای حل مشکلات، ایجاد نوآوری و کارآفرینی در محیط کسب و کار بدست آورد.
DBA در زمره مدارک معتبر دانشگاهی و حرفه ای به رسمیت شناخته شده است و ممکن است تخصص‌هایی مانند حسابداری، مالی، مدیریت، بازاریابی و مدیریت عملیات داشته باشد. بیشتر دانشگاه‌ها DBA و PhD را در گرایش‌های مختلف ارائه می‌کنند. دوره تحصیل ممکن است تمام وقت یا پاره‌وقت باشد. مدت زمان معمول برای گذراندن دکترا در دوره‌های تمام وقت ۲ تا ۴ سال است. البته دانشجویان ممکن است این دوره را در کمتر از ۲ سال نیز به پایان برسانند.